# Elmar Degenhart

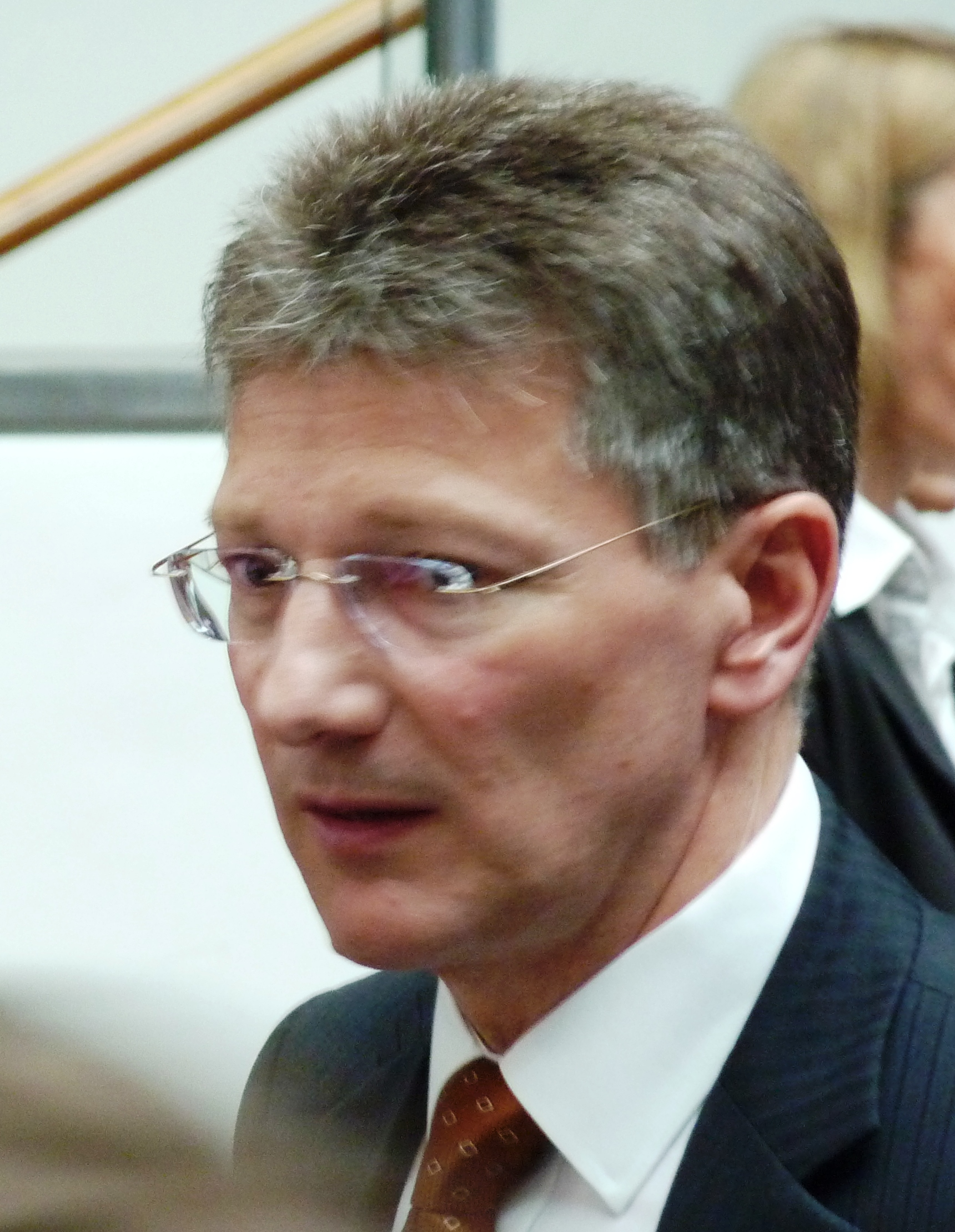
Elmar Degenhart, 2010

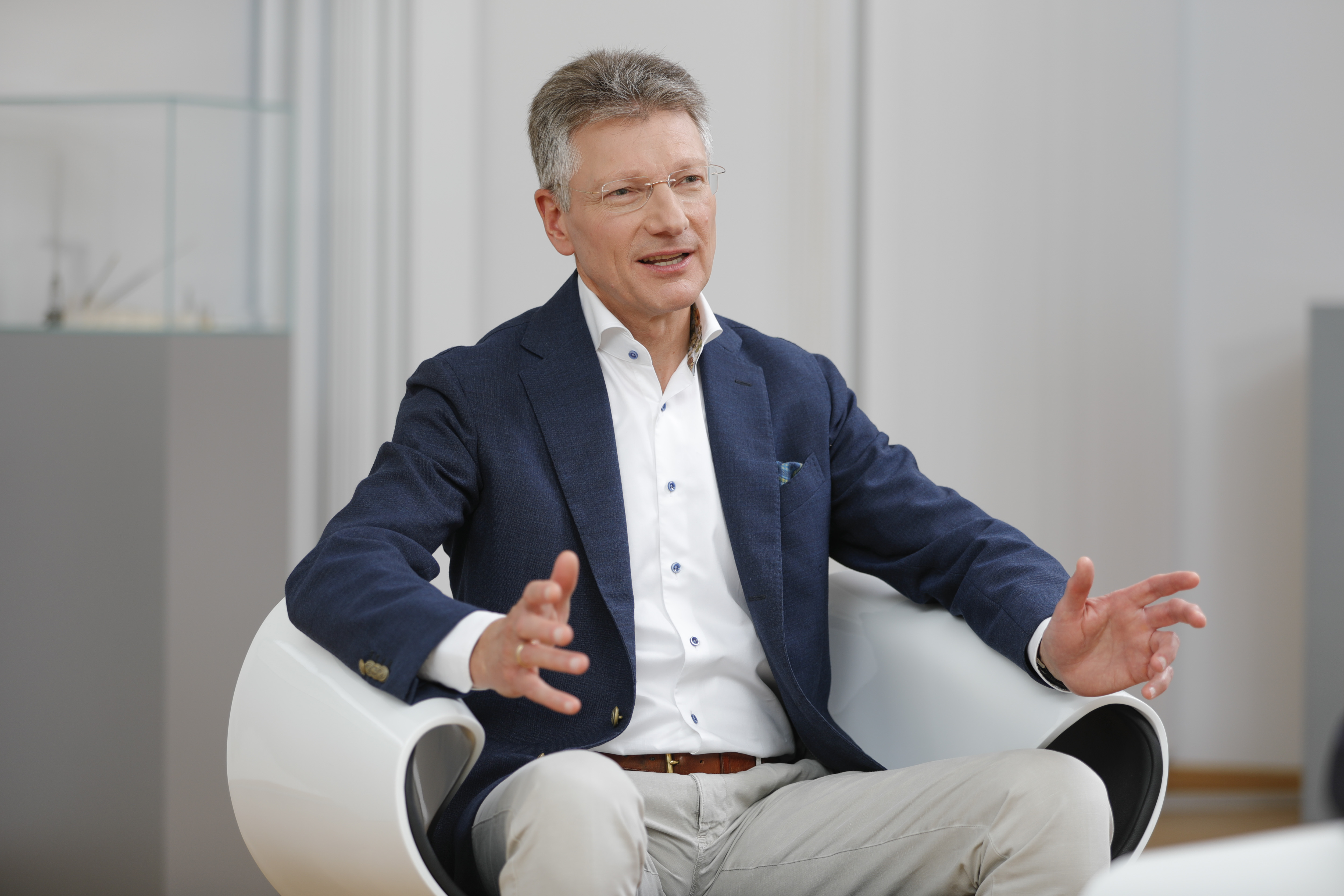
Elmar Degenhart, 2017

Elmar Walter Degenhart (* 29. Januar 1959 in Dossenheim) ist ein deutscher Manager. Er war vom 12. August 2009 bis Ende November 2020 Vorstandsvorsitzender der Continental AG.

## Leben
Degenhart studierte an der Universität Stuttgart Luft- und Raumfahrttechnik und promovierte anschließend am Fraunhofer-Institut für Produktionstechnik und Automatisierung (IPA) im Bereich Reinraumtechnik.
Seine berufliche Laufbahn begann er 1993 bei ITT Automotive Europa, wo er verschiedene Führungspositionen einnahm. 1998 wurde er Mitglied der Geschäftsleitung bei Continental Teves AG & Co OHG, Frankfurt/Main. 2004 wurde er Vorsitzender des Bereichsvorstands Chassissysteme bei der Robert Bosch GmbH, Stuttgart. Zwischen 2005 und 2008 war er Chief Executive Officer (CEO) der Keiper Recaro Group, Kaiserslautern. Er war zugleich Vorsitzender der Geschäftsführung der Muttergesellschaft, Putsch GmbH & Co. KG, Kaiserslautern. Im August 2008 wurde Degenhart Geschäftsleiter Automotive der Schaeffler KG, Herzogenaurach.
Am 12. August 2009 wurde er als Nachfolger von Continental-Chef Karl-Thomas Neumann zum neuen Vorstandsvorsitzenden der Firma Continental AG, Hannover bestimmt. Im Dezember 2013 wurde sein Vertrag bis 2019 verlängert. 2015 wurde er durch die Leibniz Universitätsgesellschaft Hannover e. V. mit der Karmarsch-Denkmünze für seine beispiellose Leistung bei der Neuausrichtung und Weiterentwicklung des Unternehmens ausgezeichnet.
Im September 2018 wurde der Vertrag als Continental-Chef bis 2024 verlängert.
Am 29. Oktober 2020 kündigte Degenhart überraschend an, sein Amt als Vorstandsvorsitzender der Continental AG aus gesundheitlichen Gründen zum 30. November 2020 niederzulegen. Später erklärte er, dass er einen Hörsturz erlitten habe, woraufhin ihm die Ärzte Ruhe verordnet hätten.
Seit 1979 ist er Mitglied der katholischen Studentenverbindung AV Alania Stuttgart im CV.

## Veröffentlichungen
- Strömungstechnische Auslegung reinraumtauglicher Fertigungseinrichtungen (Dissertation). Springer-Verlag, Berlin u. a. 1992, ISBN 3-540-55478-5.